# Буроголовая коата
Буроголовая коата, или чернолобая коата (лат. Ateles fusciceps), — вид обезьян-коат, обитающий на территории Центральной и Южной Америки, в Колумбии, Эквадоре, Панаме и Никарагуа. Приматолог Колин Гроувс (1989) рассматривает буроголовую коату как отдельный вид, тогда как Фройлих (1991), Коллинз и Дубах (2001) и Ньевес (2005) — как подвид Коаты Жоффруа.
Выделяется два подвида буроголовой коаты: Ateles fusciceps fusciceps (типовой; обитает на северо-западе Эквадора) и Ateles fusciceps rufiventris (обитает на юго-западе Колумбии и в восточной Панаме).
A. f. fusciceps обитает в тропических и субтропических влажных лесах высотой от 100 до 1700 метров над уровнем моря, A. f. rufiventris — в сухих, влажных и тропических лесах на высоте от 2000 до 2500 метров.
Типовой подвид имеет чёрный или коричневый окрас тела и коричневую голову. У A. f. rufiventris тело полностью чёрное с некоторыми белыми участками на подбородке. Буроголовая коата является одной из самых крупных обезьян Нового Света. Длина тела, за исключением хвоста, как правило, колеблется в пределах от 393 до 538 мм, длина хвоста варьируется между 710 и 855 мм. В среднем самцы весят 8,89 кг, самки — 8,8 кг. Мозг весит 114,7 г.
Буроголовая коата ведёт древесный и дневной образ жизни, по деревьям она передвигается путём лазанья и брахиации. Период беременности составляет от 226 и 232 дней. Младенец перемещается на спине своей матери в течение 16 недель, лактация прекращается по достижении им возраста 20 месяцев. Самки достигают половой зрелости в возрасте 51, самцы — 56 месяцев. Самки рожают детёнышей раз в три года.
Международным союзом охраны природы (МСОП) буроголовая коата отнесена к вымирающим видам (Endangered) из-за охоты и проникновения человека в среду её обитания. Предполагается, что к 2063 году популяция A. f. fusciceps сократится более чем на 80 % по сравнению с 2018 годом и будет потеряно от трети до половины пригодной среды обитания подвида. В настоящее время A. f. fusciceps признан «находящимся на грани исчезновения» (Critically Endangered). Подвид A. f. rufiventris считается «уязвимым» (Vulnerable); предположительно, к 2063 году будет утрачено около 20% современного ареала подвида, а его популяция сократится примерно на 30% или более по сравнению с 2018 годом.
В неволе эти обезьяны могут жить более 24 лет.